# Octave Uzanne
Octave Uzanne (Auxerre, França, 14 de setembre de 1851 - Saint-Cloud, 31 d'octubre de 1931) fou un reconegut bibliòfil francès. Destacà per les seves investigacions bibliogràfiques a l'entorn dels autors del segle xviii. Fundà la Societat de Bibliòfils Contemporanis, de la qual fou el president. La seva tasca investigadora es materialitzà en una considerable producció literària i en una permanent col·laboració en diaris com L'Echo i Le Figaro de París.